# Parque Nacional e Reserva de Katmai

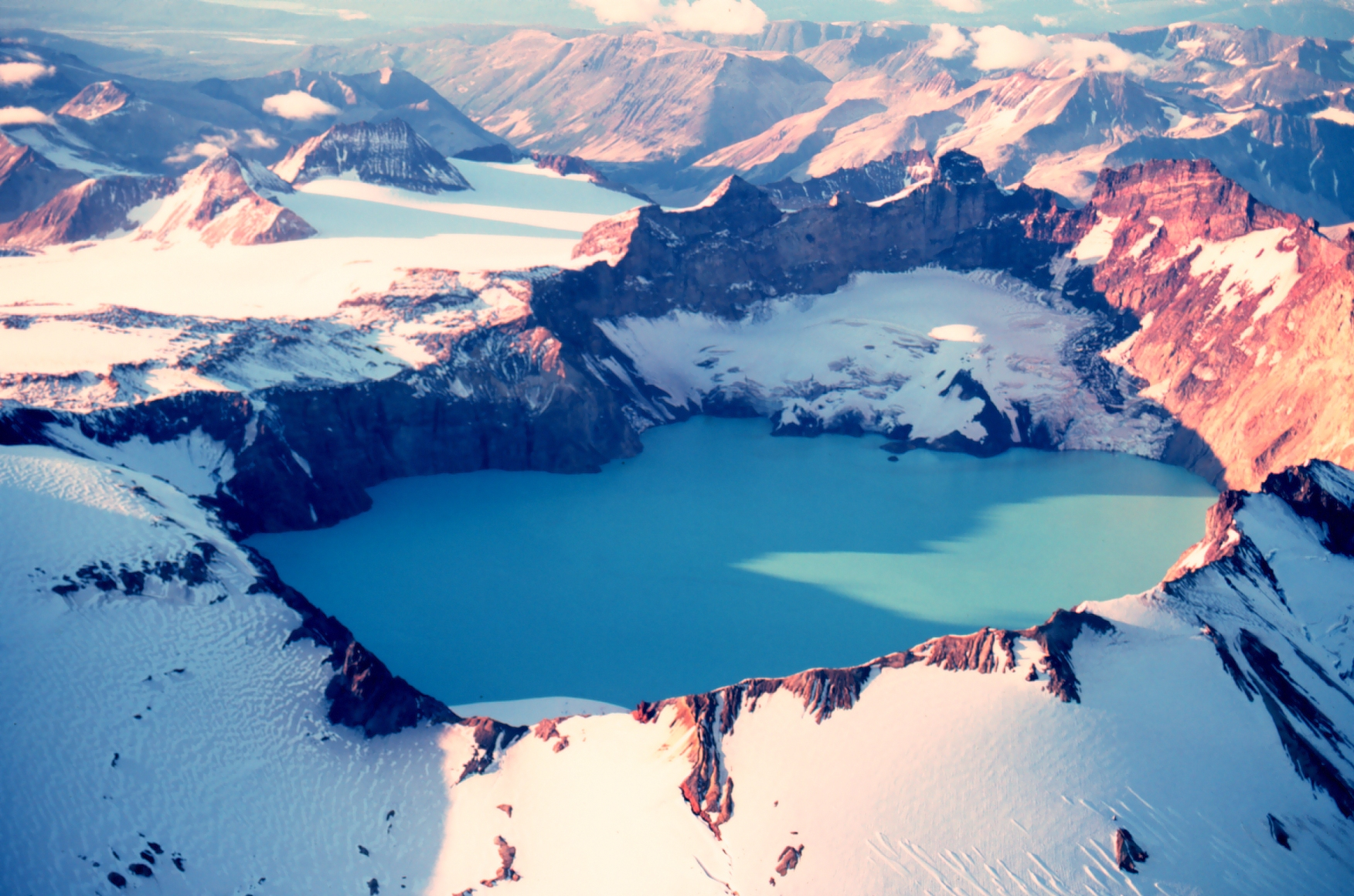
O lago da cratera do cume do Monte Katmai.

O Parque Nacional e Reserva de Katmai é um parque nacional e reserva dos Estados Unidos localizado no sudoeste do Alasca, conhecido pelo Vale das Dez Mil Fumarolas e por seus ursos-pardos. O parque e a reserva abrangem 4.093.077 acres (16.564,09 km²), uma área entre os tamanhos de Connecticut e Nova Jersey. A maior parte do parque nacional é designada como área selvagem protegida. O parque recebeu o nome do Monte Katmai, seu estratovulcão central.
Localizado na Península do Alasca, em frente à Ilha Kodiak, o parque tem sua sede na região de King Salmon, a cerca de 470 km a sudoeste de Anchorage. A área foi inicialmente declarada um monumento nacional em 1918 para proteger a região ao redor da grande erupção vulcânica de Novarupta em 1912, que formou o Vale das Dez Mil Fumarolas—um fluxo piroclástico de 100 km² e profundidade entre 30 e 213 metros. O parque abriga até dezoito vulcões individuais, sete dos quais entraram em atividade desde 1900.